# تاسبو

بطاقة تاسبو

تاسبو او بالياباني ( タスポ ,Taspo), كانت تُعرف سابقًا باسم بطاقة التبغ ( たばこカード, تاباكو كادو ) وهي بطاقة ذكية تستخدم تقنية (تحديد الهوية بموجات الراديو)، تم تطويره من قبل معهد التبغ في اليابان، الرابطة الوطنية لتجار التبغ بالتجزئة ( 全国タバコ販売協同組合連合会, زينكوكو تاباكو هانباي كيودو كومياي رينجوكاي)، وجمعية مصنعي آلات البيع اليابانية( 日本自動販売機工業会, نيهون جيدوهانبيكي كوجيوكاي) للتقديم في عام 2008.

لوجو تاسبو

بعد طرحها، أصبحت البطاقة ضرورية لشراء السجائر من آلات البيع في اليابان. الاسم(تاسبو) وهو عبارة عن مزج لعبارة(جواز سفر التبغ)،( たばこのパスポート، تاباكو نو باسوبوتو).

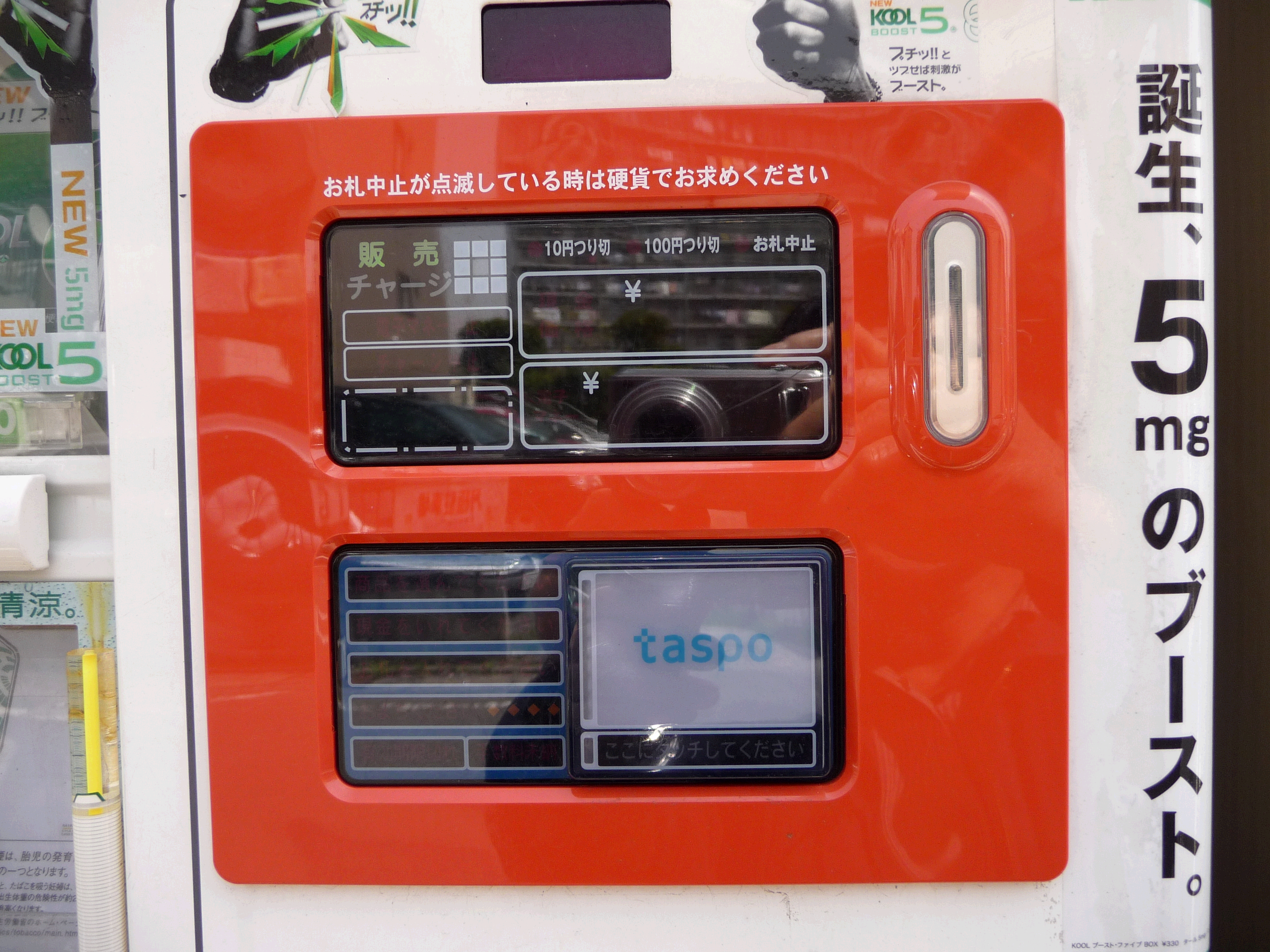
وحدة التحقق من عمر تاسبو على آلة بيع السجائر

أعلنت المجموعة عن خطط لتطوير بطاقة التبغ في عام 2001. والهدف المعلن هو الحد من التدخين بين الأشخاص دون السن القانونية. بدأ الاختبار في العام التالي، وتبع ذلك جولة ثانية من الاختبار في عام 2004.
وتم الإعلان عن تفاصيل البطاقة في عام 2005. وتحتوي البطاقة على دائرة متكاملة تحتوي على معلومات حول عمر حاملها. يتم تقييد إصدار البطاقة بحيث لا يتمكن سوى البالغين الذين تبلغ أعمارهم 20 عامًا أو أكثر من الحصول على البطاقات. البطاقات غير تلامسية، بحيث تتمكن آلات البيع من قراءتها دون تلامس. البطاقات قادرة على تخزين القيمة، مما يتيح للمشترين خيار الدفع بالبطاقة أو نقدًا. يمكن للمستخدمين إضافة المزيد من القيمة في آلات البيع.
يمكن للمستهلكين التقدم بطلب للحصول على البطاقات عن طريق ملء النموذج المتاح لدى تجار التبغ بالتجزئة وإرساله بالبريد، مع نسخة من وثيقة هوية يمكن التحقق منها (رخصة القيادة، بطاقة التأمين الصحي، وما إلى ذلك) وصورة للوجه إلى معهد التبغ في اليابان. لا توجد رسوم مطلوبة للحصول على البطاقة. يمكن لحاملي البطاقات إلغاء البطاقات المفقودة أو المسروقة عن طريق الاتصال بمعهد التبغ في اليابان لتعطيل استخدام البطاقات عن بعد في آلات البيع.
بدأ البرنامج التجريبي النهائي في مارس 2008، وتم تنفيذه على مراحل بعد ذلك، ليصبح جاهزًا للعمل على المستوى الوطني بحلول 1 يوليو 2008.

## انظرايضا
التدخين في اليابان